# John Palmer (compositeur)
Pour les articles homonymes, voir John Palmer et Palmer.
John Palmer est un compositeur, pianiste et musicologue britannique né en 1959.

## Biographie
Après avoir étudié la composition et l’improvisation expérimentale avec Edison Denisov et Vinko Globokar, John Palmer obtient un diplôme en piano, au Conservatoire de musique de Lucerne (Suisse). De retour à Londres, il entreprend de nouvelles études de troisième cycle en Composition, au Trinity College of Music, et décroche un Doctorat, à la City University. Par la suite, il poursuit sa formation dans le domaine de la Composition avec Jonathan Harvey, et de Direction d’Orchestre à la Guildhall School of Music.
Il s’est distingué dans différents genres musicaux: entre 1976 et 1985, il compose et joue, en tant que pianiste et clavier, à la tête de plusieurs groupes de musique expérimentale ou free-jazz. À partir des années 1980, il se tourne vers la musique instrumentale, orchestrale, vocale ainsi que la musique de chambre. Au début des années 1990, il élargit son vocabulaire musical grâce à la musique électroacoustique.

## Œuvres sélectionnées

### Opéra
- Re di Donne (2019) opéra de chambre pour 4 chanteurs et ensemble avec électronique.

### Orchestre
- Omen[2] (1991) pour orchestre et chœur
- There[3] (1992, rev. 2019) pour orchestra à cordes et quatuor à cordes
- Concertino[4] (1994)
- Hypothetical questions[2] (1992-2011)
- Piano Concerto within  (2005) pour piano (microtonale), orchestre et chœur
- Double Concerto for Violin, Cello and Orchestra[5] (2016)
- Not Two (2017) pour orchestre

### Ensemble
- Asgard (1987–2001)
- You (1992-2008) pour trombone et ensemble
- Legend (1994-2008) pour harpe et ensemble
- Koan (1999) pour shakuhachi et ensemble
- Waka (2003) pour percussion et ensemble
- Blurring definitions (2008–2016)
- Transparence (2015) pour alto, ensemble et électronique
- Rhythm to go (2013)

### Musique de chambre
- Premier Quatuor à cordes (jeu de mort) (1986)
- Utopia (1989–1990) pour Soprano et quartet de bois
- Hellawes (1991) pour trio de flûtes
- Theorem (1995) trio pour piano
- Deuxième Quatuor à cordes (1996)
- Transitions (2000) pour quartet (clarinette, violon, violoncelle, piano)
- Between (2000) pour violon e clavecin
- Still (2001) pour flûte basse, guitare et alto
- From the lake (2005) pour hautbois et piano
- Transference (2010) pour quartet (flûte, clarinette, violon, violoncelle, piano)
- Crossing Dialogues (2013) pour violon, violoncelle, vibraphone et piano
- Formal Transgressions (2010) pour quartet (clarinette, violon, violoncelle, piano)
- Of shadows unveiled (2013) pour flûte, clarinette basse et piano
- Towards the soul (2015) pour quatuor de trombones
- Conditional action (2016) pour deux flûtes

### Instrumental
- Missing rhymes (1985) pour piano
- Children pieces (1985) pour piano
- Three Preludes (1987) pour piano
- Déjà-vu (1988) pour piano
- Musica Reservata (1989) pour piano
- Mosaic (1998) pour clavecin
- Athena (1990) pour piano
- Drang (1999) pour accordion
- Hinayana (1999) pour hautbois
- Over (2006) pour violon
- Almost (2006) pour violoncelle
- En avant (2006) pour piano
- Trans-solo 1 (2010) pour piano
- Trans-solo 2 (2010) pour clarinette
- Trans-solo 3(2010) pour violon
- Trans-solo 4 (2010) pour violoncelle
- Se potessi (2011) pour piano
- Verso l'alto (2013) pour alto
- Trans-solo 5 (2012) pour flûte
- Trans-solo 6 (2013) pour alto
- Nowhere to hide (2013) pour alto
- Eulogy (2013) pour piano
- Three haikus (2014) pour shakuhachi
- Somewhere (2018) pour violoncelle
- Lux Vivens (2022) pour violoncelle
- Lux Ardens (2023) pour violoncelle
- Lux Serena (2024) pour violoncelle

### Musique électroacoustiqueetacousmatique
- Renge-Kyo (1993) pour piano et électronique
- Beyond the Bridge (1993) pour violoncelle et électronique
- Epitaph (1998) pour violoncelle et électronique
- Encounter (1998) pour cymbales, percussions et électronique
- ...as it flies...  (2001)
- Reflections (2001) pour trompette, piano et électronique
- I am (2002)
- Nowhere (2003) pour clarinette, piano et électronique
- Inwards (2005) pour flûte basse et électronique
- After silence 1 (2005) pour piano et électronique
- Transfiguration (2006) pour trombone et électronique
- Afterglow (2006) pour flûte alto, piano et électronique
- In the Temple (2006-07)
- Present Otherness (2008)
- Transient (2008) pour soprano, piano et électronique
- Thereafter (2012) pour orgue et électronique
- Undying borders (2015) pour violon et électronique
- Woanders (2016) pour piano et électronique

## Discographie
- In the temple - Animato Records ACD6144.
- I Am - Animato Records ACD6143.
- Musica Reservata - Animato Records ACD6136.
- Transference - Taukay CD137.
- Beyond the Bridge in Edition Memnosyne, Synthese 8, LD278058/59.
- Phonai en Electroshock, 2 ELCD 006.
- Epitaph en Electroshock, 3 ELCD 007.
- Theorem en Living Artists Recordings, Vol.3.
- Present Otherness en Sargasso SCD 28057
- Beyond the Bridge, Phonai, Renge-Kyo, Spirits, Vision – Sargasso SCD 28023
- Encounter, Hinayana, Epitaph, Between – Sargasso SCD 28038
- koan, still, satori – Sargasso SCD 28049
- waka, '...as it flies...', nowhere – Sargasso SCD 28053
- inwards, Drang, transient, tranfiguration, fado – Sargasso SCD 28059
- Verso l'alto – ORF Voralberg, Autriche 2016
- Verso l'alto, Nowhere to hide, Shambhala, Somewhere, Woanders, There, Thereafter - NEOS 12423 (2024)